# Ancien moulin d'Auw
L'ancien moulin d'Auw est une maison à colombages construite à la place d'un moulin et située dans la commune argovienne d'Auw, en Suisse.

## Histoire
Situé sur le Fuchsbach, le moulin a été construit en 1766, probablement en remplacement d'un prédécesseur plus petit. Rénové à plusieurs reprises (en 1830 et 1870 pour la façade est, en 1900 pour la façade sud et en 2002 pour la façade nord), il présente l'architecture typique de la région des Freie Ämter avec un toit à pignons à quatre versants et des avant-toits qui garnissent les balcons des étages supérieurs. Le sous-sol, avec ses grandes fenêtres, est d'une taille plus importante que la normale.
Le bâtiment est inscrit comme bien culturel d'importance nationale. Il accueille actuellement deux appartements et un bureau.

## Source
- (de) Cet article est partiellement ou en totalité issu de l’article de Wikipédia en allemand intitulé « Alte Mühle (Auw) » (voir la liste des auteurs).